# Campionati mondiali di tiro 1949
I campionati mondiali di tiro 1949 furono la trentaquattresima edizione dei campionati mondiali di questo sport e si disputarono a Buenos Aires. La nazione più medagliata fu la Svezia.

## Risultati

### Uomini

#### Carabina
| Evento                         | Oro                                                                                     | Oro       | Argento                                                                                 | Argento   | Bronzo                                                                                   | Bronzo    |
| Evento                         | Atleta                                                                                  | Risultato | Atleta                                                                                  | Risultato | Atleta                                                                                   | Risultato |
| 50 m 3 posizioni               | Pauli Janhonen                                                                          | 1165      | Arthur Cook                                                                             | 1163      | Erling Kongshaug                                                                         | 1162      |
| 50 m 3 posizioni a squadre     | Finlandia Olavi Elo Pauli Janhonen Kullervo Leskinen Toivo Mänttäri Vilho Ylönen        | 5770      | Svezia Uno Berg Isac Erben Walther Frostell Kurt Johansson Jonas Jonsson                | 5763      | Norvegia Johan Hunæs Halvar Kongsjorden Willy Røgeberg Mauritz Amundsen Tore Skredegaard | 5755      |
| 50 m a terra                   | Arthur Cook                                                                             | 398       | Toivo Mänttäri                                                                          | 398       | Uno Berg                                                                                 | 398       |
| 50 m in ginocchio              | Robert Bürchler                                                                         | 393       | Werner Jakober                                                                          | 390       | Olavi Elo                                                                                | 390       |
| 50 m in piedi                  | Pauli Janhonen                                                                          | 380       | Erling Kongshaug                                                                        | 379       | Isac Erben                                                                               | 377       |
| 50 m e 100 m a terra           | Arthur Jackson                                                                          | 594       | Tore Skredegård                                                                         | 594       | Halvor Kongsjorden                                                                       | 594       |
| 50 m e 100 m a terra a squadre | Norvegia Mauritz Amundsen Johan Hunæs Halvar Kongjorden Willy Røgeberg Tore Skredegaard | 2960      | Stati Uniti Arthur Cook Arthur Jackson Robert Sandager Emmet Swanson August Westergaard | 2950      | Svizzera Albert Bachofner Robert Bürchler Georg Clavadetscher Emil Grünig Otto Horber    | 2933      |
| 300 m 3 posizioni              | Olavi Elo                                                                               | 1118      | Pauli Janhonen                                                                          | 1118      | Jonas Jonsson                                                                            | 1112      |
| 300 m 3 posizioni a squadre    | Finlandia Mikko Nordqvist Olavi Elo Kullervo Leskinen Pauli Janhonen Toivo Mänttäri     | 5512      | Svizzera Otto Horber Robert Bürchler Werner Jakober Emil Grünig Ernst Kramer            | 5508      | Svezia Uno Berg Isac Erben Walther Fröstell Kurt Johansson Jonas Jonsson                 | 5488      |
| 300 m a terra                  | Otto Horber                                                                             | 388       | Kurt Johansson                                                                          | 387       | Robert Bürchler                                                                          | 386       |
| 300 m in ginocchio             | Kullervo Leskinen                                                                       | 375       | Otto Horber                                                                             | 374       | Ernst Kramer                                                                             | 374       |
| 300 m in piedi                 | Olavi Elo                                                                               | 364       | Pauli Janhonen                                                                          | 364       | Willy Røgeberg                                                                           | 361       |

#### Carabina standard
| Evento          | Oro                                                                    | Oro       | Argento                                                                                   | Argento   | Bronzo                                                                       | Bronzo    |
| Evento          | Atleta                                                                 | Risultato | Atleta                                                                                    | Risultato | Atleta                                                                       | Risultato |
| 300 m           | Holger Erbén                                                           | 529       | Walther Fröstell                                                                          | 520       | Dias Villela Harvey                                                          | 518       |
| 300 m a squadre | Svezia Uno Berg Isac Erben Walther Fröstell Kurt Johansson Sven Dessle | 2534      | Jugoslavia Pero Cestnik Jovan Kratohvil Milovan Mihorko Momir Markovic Stjepan Prauchardt | 2491      | Svizzera Otto Horber Emil Grünig Robert Bürchler Werner Jakober Ernst Kramer | 2486      |

#### Carabina militare
| Evento          | Oro                                                   | Oro       | Argento                                                              | Argento   | Bronzo                                                            | Bronzo    |
| Evento          | Atleta                                                | Risultato | Atleta                                                               | Risultato | Atleta                                                            | Risultato |
| 300 m           | Pablo Cagnasso                                        | 419       | Olavi Elo                                                            | 415       | Emil Grünig                                                       | 410       |
| 300 m a squadre | Svezia Uno Berg Sven Dessle Isac Erben Kurt Johansson | 1616      | Finlandia Olavi Elo Pauli Janhonen Kullervo Leskinen Mikko Nordqvist | 1605      | Argentina Antonio Ando Pablo Cagnasso Claudio Cabrera Ramon Hagen | 1597      |

#### Pistola
| Evento         | Oro                                                                                      | Oro       | Argento                                                                       | Argento   | Bronzo                                                                             | Bronzo    |
| Evento         | Atleta                                                                                   | Risultato | Atleta                                                                        | Risultato | Atleta                                                                             | Risultato |
| 50 m           | Beat Rhyner                                                                              | 548       | Harry Reeves                                                                  | 547       | Ángel León Gozalo                                                                  | 541       |
| 50 m a squadre | Argentina Óscar Bidegain Pablo Cagnasso Federico Grüben Antonio Cannavo Alberto Martjena | 2627      | Svezia Hugo Lundqvist Sven Lundquist Sture Nordlund Torsten Ullman Gösta Pihl | 2621      | Stati Uniti Huelet Benner William Hancock Charles Logie Harry Reeves William Toney | 2616      |

#### Pistola a fuoco rapido
| Evento         | Oro                                                                                 | Oro       | Argento                                                            | Argento   | Bronzo                                                               | Bronzo    |
| Evento         | Atleta                                                                              | Risultato | Atleta                                                             | Risultato | Atleta                                                               | Risultato |
| 25 m           | Huelet Benner                                                                       | 565       | Harry Reeves                                                       | 564       | Leonard Ravilo                                                       | 563       |
| 25 m a squadre | Argentina Carlos Diaz Saenz Valiente Dionisio Fernandez Oscar Cervo Enrique Furtado | 2219      | Finlandia Väinö Heusala Matti Kallio Eino Saarnikko Leonard Ravilo | 2219      | Stati Uniti Huelet Benner William Hancock Charles Logie Harry Reeves | 2219      |

#### Pistola a fuoco
| Evento         | Oro                                                                  | Oro       | Argento                                                         | Argento   | Bronzo                                                               | Bronzo    |
| Evento         | Atleta                                                               | Risultato | Atleta                                                          | Risultato | Atleta                                                               | Risultato |
| 25 m           | Heinrich Keller                                                      | 559       | Eini Saarnikko                                                  | 548       | Huelet Benner                                                        | 546       |
| 25 m a squadre | Stati Uniti Huelet Benner William Hancock Charles Logie Harry Reeves | 2161      | Svizzera Heinz Ambühl Hans Gämberli Heinrich Keller Beat Rhyner | 2160      | Finlandia Jaakko Rintanen Matti Kallio Eino Saarnikko Leonard Ravilo | 2156      |

#### Bersaglio mobile
| Evento                                 | Oro                                                                                   | Oro       | Argento                                                                              | Argento   | Bronzo                                                             | Bronzo    |
| Evento                                 | Atleta                                                                                | Risultato | Atleta                                                                               | Risultato | Atleta                                                             | Risultato |
| 100 m tiro semplice                    | John Larsen                                                                           | 210       | Rolf Bergersen                                                                       | 204       | Birger Kockgård                                                    | 203       |
| 100 m tiro doppio                      | Hans Åsnes                                                                            | 194       | Per Olof Sköldberg                                                                   | 191       | Birger Bühring-Andersen                                            | 188       |
| 100 m tiro semplice e doppio           | John Larsen                                                                           | 398       | Rolf Bergersen                                                                       | 398       | Per Olof Sköldberg                                                 | 389       |
| 100 m tiro semplice e doppio a squadre | Norvegia Hans Aasnaes Birger Buehring-Andersen Rolf Bergersen Rasmus Lund John Larsen | 1914      | Svezia Birger Kockgaard Hans Liljedahl Max Mirowsky Per Olof Sköldberg Bengt Austrin | 1873      | Argentina J. Durando S. Mella A. Peverelli J. Pereyra M. Schilling | 1836      |

#### Fossa olimpica
| Evento      | Oro                                                                            | Oro       | Argento                                                       | Argento   | Bronzo                                                 | Bronzo    |
| Evento      | Atleta                                                                         | Risultato | Atleta                                                        | Risultato | Atleta                                                 | Risultato |
| Individuale | Fulvio Rocchi                                                                  | 284       | Klas Kleberg                                                  | 283       | Ivar Borg                                              | 281       |
| A squadre   | Argentina Leon Bozzi Juan de Giacomi Juan Angel Martini Tronconi Fulvio Rocchi | 736       | Svezia Ivar Borg Klas Kleberg Hans Liljedahl Carl Palmstierna | 736       | Uruguay L. Malugani H. Barrera J. Nocetti F. Fleurguin | 716       |

## Medagliere
Nazione ospitante
| Posiz. | Nazione     | Oro | Argento | Bronzo | Totale |
| ------ | ----------- | --- | ------- | ------ | ------ |
| 1      | Finlandia   | 7   | 7       | 3      | 17     |
| 2      | Norvegia    | 5   | 4       | 5      | 14     |
| 3      | Argentina   | 5   | 0       | 2      | 7      |
| 4      | Svizzera    | 4   | 4       | 5      | 13     |
| 5      | Stati Uniti | 4   | 4       | 3      | 11     |
| 6      | Svezia      | 3   | 8       | 7      | 18     |
| 7      | Jugoslavia  | 0   | 1       | 0      | 1      |
| 8      | Brasile     | 0   | 0       | 1      | 1      |
| 8      | Spagna      | 0   | 0       | 1      | 1      |
| 8      | Uruguay     | 0   | 0       | 1      | 1      |